# Michael Marsh
Michael Lawrence „Mike” Marsh (ur. 4 sierpnia 1967 w Los Angeles) – amerykański lekkoatleta, sprinter.
Zaczął osiągać znaczące sukcesy międzynarodowe w 1991, kiedy to zakwalifikował się do reprezentacji USA na Mistrzostwa Świata w 1991 w Tokio w sztafecie 4 × 100 m. Wystąpił w niej w przedbiegach, lecz nie w finale (wygranym przez Amerykanów).
Wystąpił na Igrzyskach Olimpijskich w 1992 w Barcelonie w biegu na 200 metrów i w sztafecie 4 × 100 metrów (w składzie Marsh, Leroy Burrell, Dennis Mitchell i Carl Lewis), zdobywając dwa złote medale w sztafecie z rekordem świata – 37,40 s; dziś jest to ósmy wynik w historii tej konkurencji.
Na Mistrzostwach Świata w 1993 w Stuttgarcie był czwarty na 200 m, a na MŚ w 1995 w Göteborgu piąty na tym dystansie.
Na Igrzyskach Olimpijskich w 1996 w Atlancie był trzykrotnie w finale. W sztafecie 4 × 100 m zdobył wraz z kolegami (Jon Drummond, Tim Harden i Dennis Mitchell) srebrny medal, w biegu na 100 metrów zajął 5. miejsce, a na 200 m był ósmy.
Rekord życiowy Marsha wynosi na 100 m – 9,93 s (1992), na 200 m – 19,73 s (1992).